# Adolf Friedrich von Witzendorff (Dompropst)
Adolf Friedrich von Witzendorff. auch Adolph Friedrich, Witzendorf (* 1. März 1747 in Lübeck; † 2. April 1818 in Klein Brütz) war ein deutscher Gutsherr und der letzte Dompropst im Hochstift Lübeck.

## Leben
Adolf Friedrich von Witzendorff stammte aus dem lüneburgischen Patriziergeschlecht Witzendorff. Sowohl sein Vater August Christian von Witzendorff († 1763) als auch sein Großvater Dietrich Wilhelm von Witzendorff (1661–1712) waren Domdekane des Lübecker Domkapitels. Der gleichnamige Prinzenerzieher am Neustrelitzer Hof Adolf Friedrich von Witzendorff (1737–1772), mit dem er oft verwechselt bzw. vermischt wird, war sein Onkel.
Im Alter von 13 Jahren erhielt er am 7. März 1760 auf Präsentation des dänischen Königs Friedrich V. sein Kanonikat, die sog. Holsteinische Distinktpräbende, die durch den frühen Tod des jungen Herrn von Bredahl, des ältesten Sohns von Peter von Bredahl freigeworden war. Er besuchte das Christianeum und hielt hier am 31. März 1762 eine auch gedruckte Rede von der Glückseligkeit unter einem vollkommnen Monarchen zum Geburtstag von Friedrich V. 
Am 25. Juni 1802 wählte ihn das Lübecker Domkapitel zum Propst. Dieses Amt endete mit der Säkularisation des Hochstifts durch den Reichsdeputationshauptschluss 1803; er behielt jedoch seine Einkünfte als Domherr auf Lebenszeit.
Adolf Friedrich von Witzendorf besaß umfangreichen Grundbesitz, wenn auch manchmal nur für kurze Zeit, und war unter anderem bis 1786 Herr auf Thurow (Roggendorf (Mecklenburg)) und bis 1803 auf Kaltenmoor, Hagen (heute Neu Hagen) und Göxe, auf Gresse mit Leisterförde und Badekow (Gresse) mit Bretzin (Bengerstorf) von 1785 bis 1792, Krempelsdorf von 1792 bis 1796, Westenbrügge mit Uhlenbrook von 1794 bis 1803, auf Parchow, Gressow von 1794 bis 1798, Kegsdorf (Bastorf) von 1801 bis 1803 und ab 1802 auf Klein Brütz mit Eulenkrug und Roserberg sowie Bolland (heute Ortsteil von Carinerland). 
Er war dänischer Kammerherr.
1771 hatte er in Merseburg Luise Sophie Albertine, geb. von Oertzen (1753–1821) geheiratet.
Witzendorff hatte eine umfangreiche Bibliothek zusammengetragen, die 1821 in Schwerin versteigert wurde.

## Schriften
- Rede von der Glückseligkeit unter einem vollkommnen Monarchen. 1762

### Nachlasskatalog
- Verzeichniß der auserlesenen, und viele seltene Prachtwerke enthaltenden Bücher-Sammlung des wailand Domprobstes und Kammerherrn Adolph Friedrich von Witzendorff ...: deren Abtheilungen ... 1821 ... durch ... Schultze meistbietend ... verkauft werden sollen. 1821